# Die Schlemmer-Orgie
Die Schlemmer-Orgie (Originaltitel: Who Is Killing the Great Chefs of Europe?) ist eine Filmkomödie von Regisseur Ted Kotcheff aus dem Jahr 1978. Alternativtitel sind Ein Kochtopf voller Leichen und Prost Mahlzeit. Sie entstand nach einem Roman von Ivan und Nan Lyons.

## Handlung
Maximillian Vandeveer, der übergewichtige Restaurantkritiker und Herausgeber eines Feinschmecker-Magazins, wird mit der Aufgabe betraut, ein festliches Bankett für die Königin von England auszurichten. Unter den Köchen, die er dazu auswählt, sind auch die Amerikanerin Natascha O’Brian, die sich auf exquisite Desserts spezialisiert hat und die eine „Bombe Richelieu“ serviert, sowie der Schweizer Louis Kohner, der als Vorspeise seine legendären „pigeon croute“, Tauben im Teigmantel, beisteuert.
Beide sind auch in einem Artikel von Vandeveers Gourmetmagazins vertreten, in dem er die Gerichte von vier Köchen als seiner Meinung nach „bestes Menü der Welt“ vorstellt. Dazu gehören noch der Italiener Fausto Zoppi mit einem Hummergang und der Franzose Moulineau mit seiner weltberühmten ausgepressten Ente. Das ruft den Neid und die Missgunst anderer Spitzenköche hervor. Besonders Auguste Grandvilliers ist sehr erbost und lässt seine Wut an Louis Kohner aus, den er beschimpft und bedroht.
Natascha O’Brian hatte sich kürzlich von ihrem Ehemann Robby Ross getrennt, der mit Fastfood-Ketten in den USA Millionen verdient. Er ist ebenfalls nach Europa gereist, um einen europäischen Spitzenkoch als Werbeträger für seine neueste Kreation, eine Kette von Omelette-Restaurants namens Humpty-Dumpty, zu gewinnen. Zudem möchte er gerne seine Ex-Frau zurückerobern.
Maximillian Vandeveer erfährt bei einem Arztbesuch, dass er wegen seines unmäßigen Essens und dem daraus resultierenden Übergewicht in akuter Lebensgefahr schwebt, wenn er nicht sofort mit einer Diät beginnt. Er schert sich jedoch nicht darum und geht direkt nach dem Arztbesuch, gegen den energischen Protest seiner Assistentin Beecham, zu seinem Freund Louis Kohner zum Essen.
Nachdem Natascha mit Louis die Nacht verbracht hat, findet sie ihn am nächsten Morgen in seiner Küche, ermordet in seinem Backofen. Tags drauf fliegt sie im Auftrag von Vandeveer nach Venedig und besucht Fausto Zoppi, um sein legendäres Hummerrezept für Maximillian zu bekommen. Als sie ihn am Abend noch einmal zum Essen aufsuchen will, liegt er tot in seinem Hummerbecken.
Sie und ihr Ex-Ehemann Robby rufen nun in Paris die berühmtesten Köche Frankreichs zusammen, um sie zu warnen, dass einer von ihnen der nächste sein könnte, nachdem zuerst der Top-Küchenchef von England und dann der Spitzenkoch aus Italien getötet wurden. Es scheint sich aber jeder von ihnen fast mehr darum zu sorgen, nicht gut genug zu sein, um zu den auserwählten Mordopfern zu gehören.
Plötzlich wird Natascha klar, dass der Mörder alle Köche in der Reihenfolge von Max Vandeveers Menü ermordet und sie dabei das Dessert ist. Ein Mordanschlag gegen Grandvilliers, der allerdings überlebt, bringt sie zunächst davon wieder ab, aber dies stellt sich schnell als Betrug von Grandvilliers heraus, der es nicht ertragen wollte, nicht als bester Koch ermordet zu werden.
Max besucht auf der Reise zu Zoppis Beerdigung derweil noch einmal Moulineau in Paris, um sich von ihm das Rezept seiner ausgepressten Ente verraten zu lassen. Tags darauf endet Moulineau mit dem Kopf in seiner Entenpresse.
Nun fällt der Verdacht auf Max Vandeveer. Doch Robby kann in letzter Minute verhindern, dass Natascha von einer versteckten Sprengladung getötet wird, als sie ihre „Bombe Richelieu“ in einer englischen Fernseh-Kochshow präsentieren will. Er hat geahnt, dass Max die vorbereiteten Eistorten am Abend zuvor ausgetauscht hat.
Max Vandeveer hat sich unterdessen mit seiner Getreuen Beecham in ein Londoner Restaurant zurückgezogen, um sich endgültig zu Tode zu fressen (vergleichbar wie die Protagonisten im Film „Das große Fressen“). Als Natascha und Robby ihn in Begleitung der Polizei dort antreffen, gesteht er mit letzter Kraft, in einem Meer von Speisen sitzend, dass diese verdammte Diät an allem schuld sei. Er habe einfach nicht verzichten können auf all die Leckereien, die ihn doch umbringen würden. Schließlich sinkt er mit seinem Kopf in eine neben ihm stehende Torte. Ein daneben stehender Polizist erklärt ihn für tot.
Superintendent Blodgett erklärt den Fall daraufhin für erledigt. Vandeveers Geständnis genüge ihm. Da eröffnet ihnen Beecham, dass Maximillian niemanden getötet hat. Er hätte keiner Fliege etwas zuleide tun können. Sie selbst habe die Menschen beseitigt, die durch ihre verführerischen Gerichte ihren Chef in Lebensgefahr gebracht hätten. Sie hätte keine andere Wahl gehabt, um ihren geliebten Herrn zu retten.
Mit einem kräftigen Schluckauf erwacht Maximillian plötzlich aus seiner kurzzeitigen Ohnmacht.
Natascha und Robby heiraten zum zweiten Mal und wollen nun gemeinsam die Humpty-Dumpty-Restaurants betreiben, versprechen aber einander, dabei sowohl auf günstige Preise als auch auf höchste Qualität zu achten.
Max probiert während der Zeremonie schon einmal die leckeren Omelettes.

## Produktion/Besetzung
Bei dem Film handelt es sich um eine amerikanisch-deutsche Koproduktion. Gedreht wurde an Originalschauplätzen in London, Paris und Venedig. Innenaufnahmen fanden zum Großteil in den Münchener Bavaria Filmstudios statt, als zu gleicher Zeit auch Billy Wilder dort seinen Film Fedora produzierte. Die Bauten wurden vom Filmarchitekten Rolf Zehetbauer erstellt.
Bei der Besetzung wurden auch Nebenrollen zum Teil mit international renommierten Schauspielern aus den jeweiligen Nationen besetzt; das gilt insbesondere für die französischen Starköche. So waren z. B. Phillipe Noiret (Topas von Alfred Hitchcock) und besonders Jacques Marin (Charade von Stanley Donen, Wie klaut man eine Million? von William Wyler, Der Marathon-Mann von John Schlesinger) bereits in Hollywood-Filmproduktionen von weltberühmten Regisseuren zu sehen.
Regisseur Ted Kotcheff feierte wenige Jahre später mit dem ersten Rambo-Film seinen größten Erfolg.

## Kritik
Der Film wurde von den Kritikern teils geliebt, teils gehasst. So urteilt das Lexikon des internationalen Films, es handle sich um eine „[f]lott und unterhaltsam erzählte schwarze Komödie mit ironischen Seitenhieben auf die Spitzengastronomie“. Segnalazione Cinematografiche bemerkt: „Trotz Wiederholungen bestimmter Situationen und einem gewissen Verlust an Geschwindigkeit ist der Film ein Beispiel für gute Filmkomödie. Die Dialoge sind witzig, die Darsteller sind exzellent, die Handlung ist konstruiert, aber originell.“

Das Magazin Time hingegen empfand, die Story werde nur „benutzt, um die Cameoauftritte einiger europäischer Stars und das Inszenesetzen berühmter Lokale zu rechtfertigen“, lobte zwar die Kameraarbeit, bezeichnete die Regie aber als „leblos“ und urteilte über den Film als Ganzes: „Wären nicht endlose Befragungsszenen, wäre er kaum als Spannungsfilm erkennbar“.

## Auszeichnungen
Golden Globe Award 1979
- Nominierung in der Kategorie Golden Globe Award/Bester Nebendarsteller für Robert Morley
- Nominierung in der Kategorie Golden Globe Award/Beste Hauptdarstellerin – Komödie oder Musical für Jacqueline Bisset

Writers Guild of America 1979
- Nominierung für den WGA Award für Peter Stone